# Vermicularia fargoi
Vermicularia fargoi är en snäckart som beskrevs av Olsson 1951. Vermicularia fargoi ingår i släktet Vermicularia och familjen tornsnäckor. Inga underarter finns listade i Catalogue of Life.